# St. Leonhard (St. Leonhard am Wonneberg)

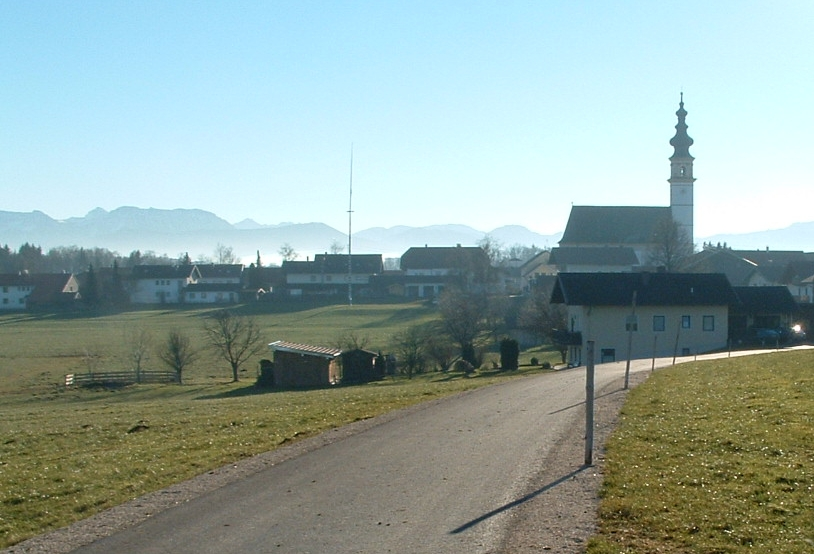
St. Leonhard am Wonneberg

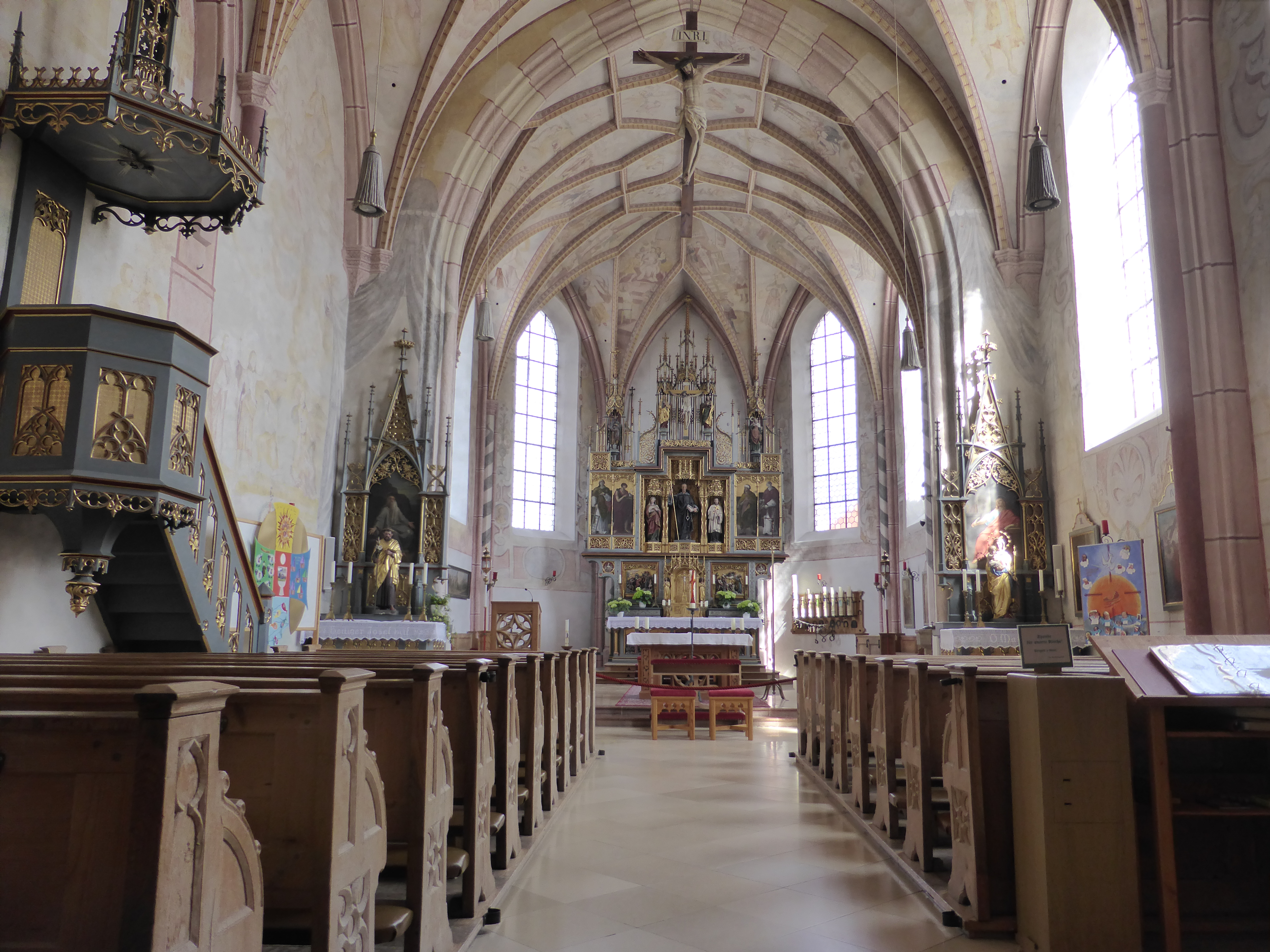
Langhaus

Die katholische Kuratie- und Wallfahrtskirche St. Leonhard am Wonneberg ist ein spätgotischer Saalbau mit polygonalem Chor und hohem Westturm. Sie steht in St. Leonhard am Wonneberg, im oberbayerischen Landkreis Traunstein.

## Geschichte
Die Kirche wurde 1496 im Auftrag des Salzburger Erzbischofs Leonhard von Keutschach erbaut. Das Turmobergeschoss stammt von 1691/92. Die Gemälde in dem bemerkenswerten Flügelaltar sind eine Schenkung der Laufener Schiffergilde. Am Patronatstag des Heiligen Leonhard findet seit Jahrhunderten der Leonhardiritt von St. Leonhard am Wonneberg statt. Er ist nicht nur der größte im Landkreis Traunstein, sondern zählt auch zu den ältesten in ganz Bayern.

## Orgel

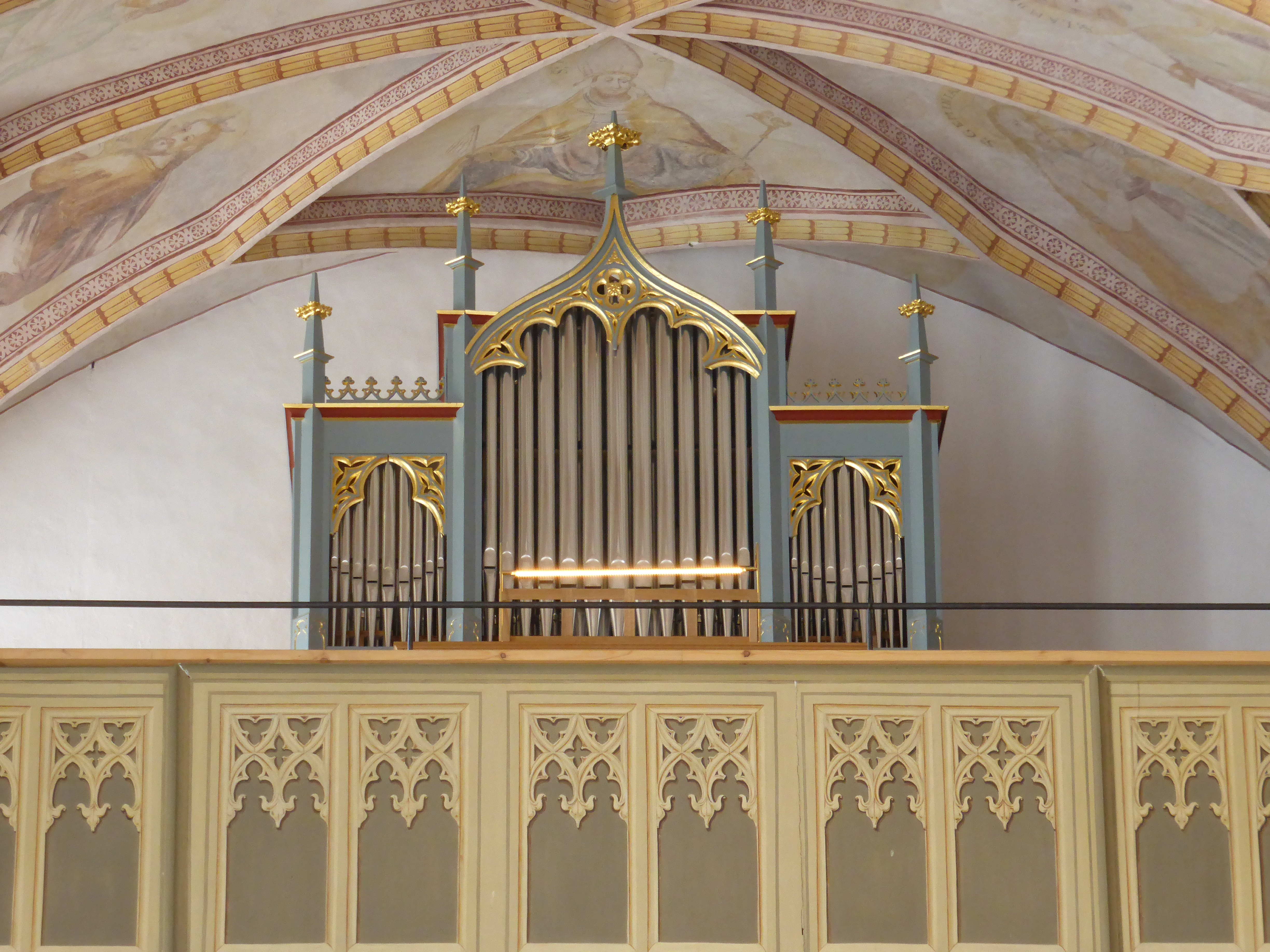
Linder-Orgel von 2016

Die Orgel schuf Alois Linder aus Nußdorf am Inn, die Weihe fand am 16. Oktober 2016 statt. Das Orgelgehäuse stammt von Orgelbauer Max Schöglmann (1851–1896) aus Burghausen, er hatte es 1883 für ein Instrument mit sechs Registern vorgesehen, ein 7. Register, das Pedalregister, stand hinter der Orgel.

### Disposition 2016
| I. Manual (56 Tasten C–g3) |                |
| Principal                  | 8'             |
| Amarosa                    | 8'             |
| Octave                     | 4'             |
| Traversflöte               | 4'             |
| Superoctave                | 2'             |
| Quinte                     | 1/3'           |
| Mixtur                     | 1/3' 3 – 4fach |

| II. Manual (wie Manual I) |       |
| Copel                     | 8'    |
| Salicional                | 8'    |
| Gemshorn                  | 4'    |
| Quinte                    | 2/3'  |
| Flautino                  | 2'    |
| Terz                      | 13/5' |

| Pedal: (30 Tasten C–f1) |     |
| Subbaß                  | 16' |
| Octavbaß                | 8'  |
| Gedeckbaß               | 8'  |
| Choralbaß               | 4'  |

- Tremulant
- Normalkoppeln als Tritte

Anmerkungen
1. ↑  C – H mit Octavbaß 8', ab c im Prospekt, 87,5 % Zinn
2. ↑  C – H mit Copel 8', ab c Holz, offen, von Schöglmann 1883
3. ↑  75 % Zinn, teilweise von Schöglmann 1883
4. ↑  ab c145 % Zinn, überblasend
5. ↑  Vorabzug aus der Mixtur
6. ↑   Fichtenholz, von Schöglmann 1883
7. ↑  C – H mit Innenkröpfung, ab c offen, 75% Zinn
8. ↑  Fortsetzung von Subbaß
9. ↑  Fortsetzung von Oktavbaß